# Амур (Могилёвская область)
Амур (бел. Амур) — деревня в составе Славковичского сельсовета Глусского района Могилёвской области Республики Беларусь.

## Население
- 1999 год — 27 человек
- 2009 год — 26 человек

## Достопримечательность
- Братская могила